# Gloucester County (New Jersey)
Das Gloucester County ist ein County im US-Bundesstaat New Jersey. Der Verwaltungssitz (County Seat) ist Woodbury.
Das Gloucester County ist Bestandteil der Metropolregion Delaware Valley genannten Metropolregion um die Stadt Philadelphia.

## Geographie
Das County liegt im südlichen Vorortbereich von Philadelphia im benachbarten Pennsylvania, von dem es durch den Delaware River getrennt ist. Im äußersten Westen bildet der Fluss die Grenze zu Delaware.
Es hat eine Fläche von 873 Quadratkilometern, wovon 32 Quadratkilometer Wasserfläche sind. Gloucester County besteht weitestgehend aus niedrig gelegenen Flüssen und Küstenebenen. Es liegt direkt am Delaware River.
Der höchste Punkt ist ein leichter Anstieg an der County Route 654, südlich von Cross Keys, mit 55 m über NN. Der niedrigste Punkt ist im Delaware River. Das Naturschutzgebiet Great Egg Harbor River liegt zum Teil in diesem County.
An das Gloucester County grenzen folgende Countys:
| Delaware County (Pennsylvania) | Philadelphia (Pennsylvania)                 | Camden County   |
| New Castle County (Delaware)   | Kompassrose, die auf Nachbargemeinden zeigt |                 |
| Salem County                   | Cumberland County                           | Atlantic County |

## Geschichte

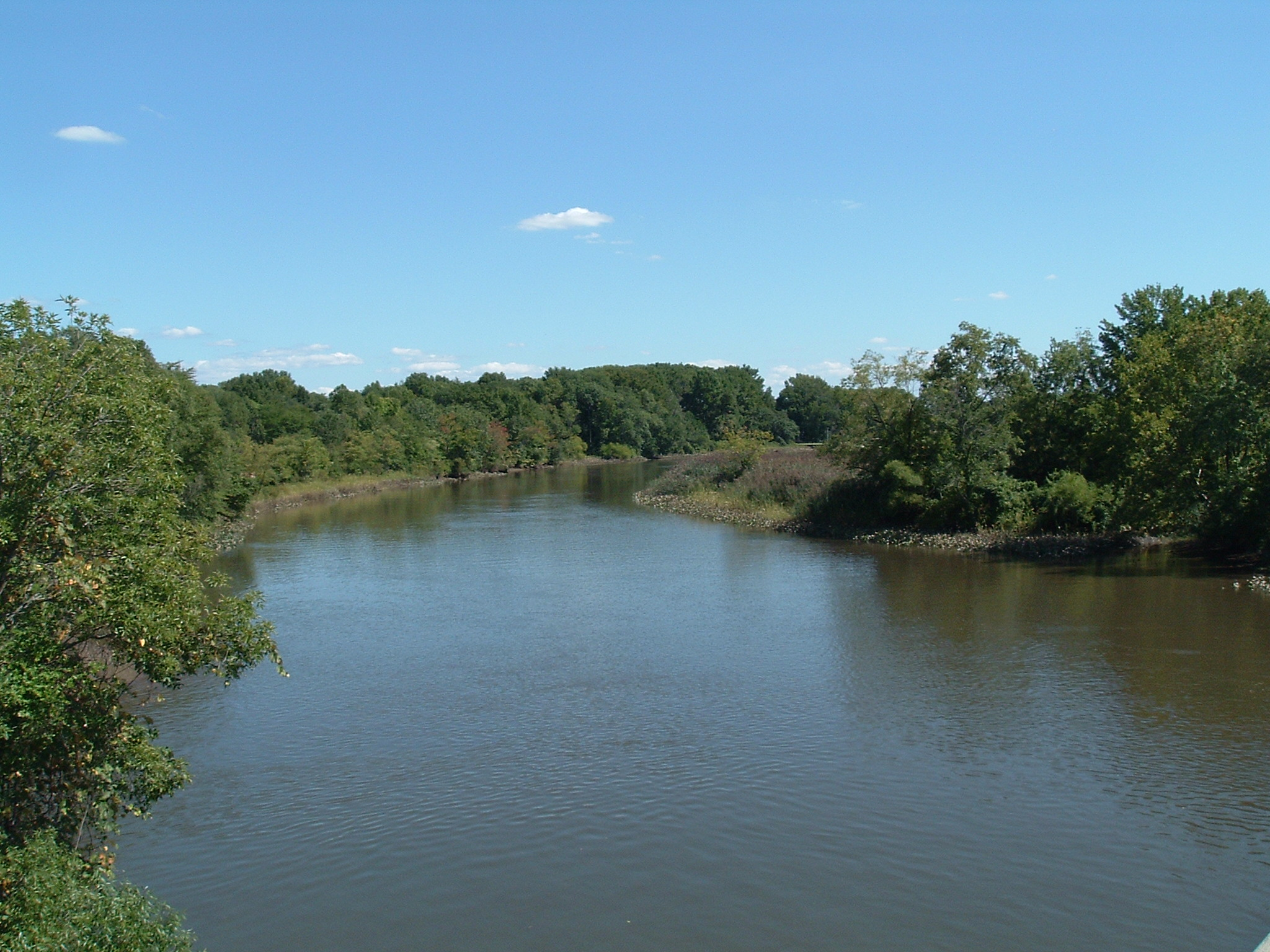
Der Big Timber Creek

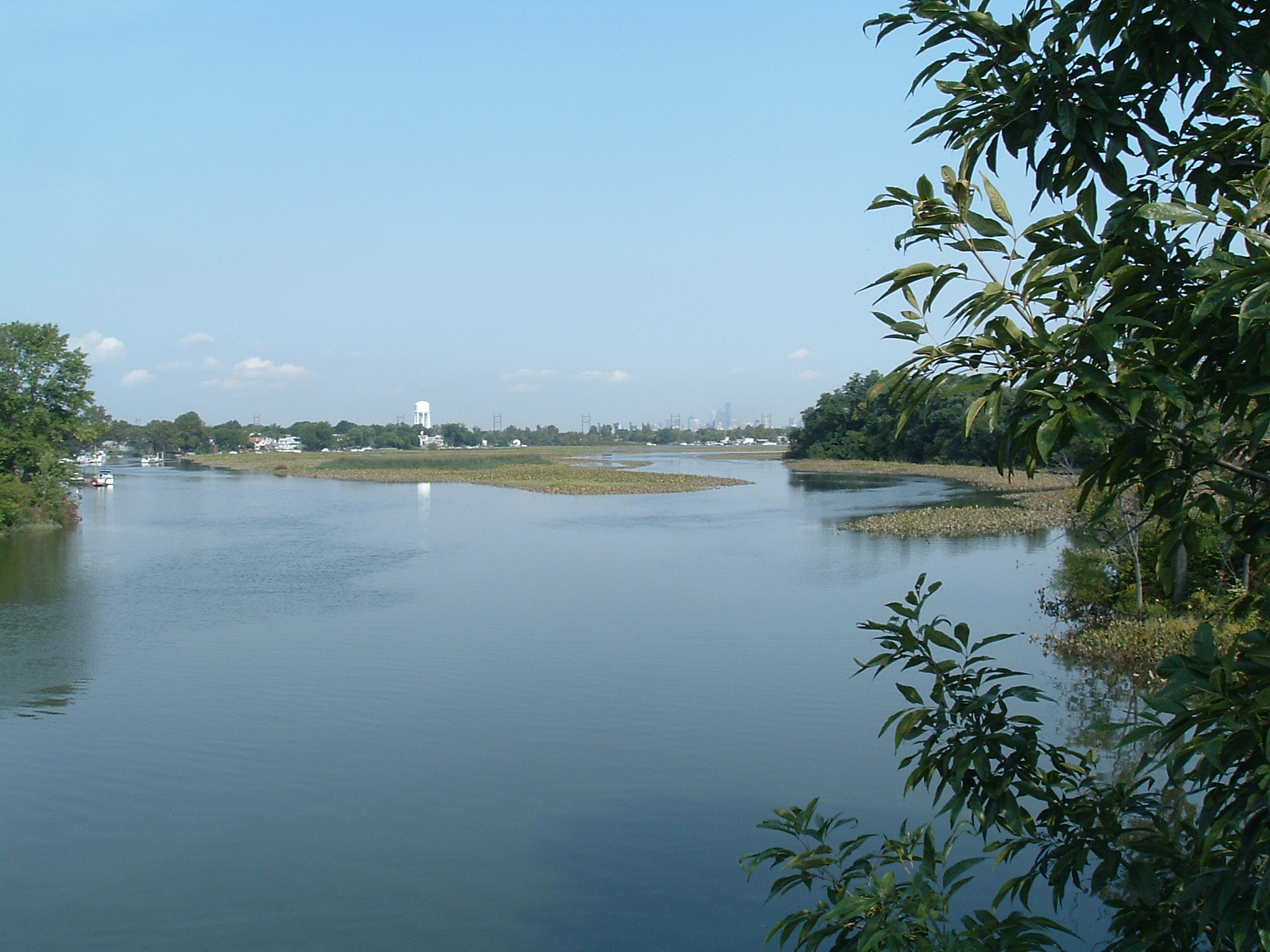
Unterlauf des Big Timber Creeks

Nachdem das Land zuerst von Indianern der Lenni Lenape und der Susquehannock besiedelt war, wurde die Gegend beiderseits des unteren Delaware River 1638 zunächst von Schweden kolonisiert und Neuschweden genannt. Nach dem Ende der schwedischen Herrschaft im Jahr 1655 folgte einem bis 1674 andauernden Wechsel zwischen englischer und niederländischer Oberhoheit über das Gebiet der endgültige Anschluss an das englische Kolonialgebiet in Nordamerika.
Die Anfänge des Gloucester County gehen auf den 26. Mai 1686 zurück, als dort ein Gerichtsstand eingeführt wurde, separat von dem im Burlington County. Am 17. Mai 1694 wurde das County offiziell gegründet und der damaligen Provinz West Jersey zugeführt. Benannt wurde es nach der englischen Stadt Gloucester.
Am 7. Februar 1837 wurde das Atlantic County ausgegliedert und am 13. März 1844 gründete sich das Camden County.
Woodbury, 1683 durch Henry Wood gegründet, ist die älteste Stadt im Gloucester County, das nach. Während der Kolonialisierung war die Region stark durch Landwirtschaft geprägt.
Ein Ort im County hat den Status einer National Historic Landmark, das Red Bank Battlefield. 33 Bauwerke und Stätten des Countys sind insgesamt im National Register of Historic Places eingetragen (Stand 16. Februar 2018).

## Demografische Daten
Nach der Volkszählung im Jahr 2010 lebten im Gloucester County 288.288 Menschen in 100.680 Haushalten. Die Bevölkerungsdichte betrug 342,8 Einwohner pro Quadratkilometer. In den 100.680 Haushalten lebten statistisch je 2,77 Personen.
Ethnisch betrachtet setzte sich die Bevölkerung zusammen aus 83,6 Prozent Weißen, 10,1 Prozent Afroamerikanern, 0,2 Prozent amerikanischen Ureinwohnern, 2,6 Prozent Asiaten sowie aus anderen ethnischen Gruppen; 2,1 Prozent stammten von zwei oder mehr Ethnien ab. Unabhängig von der ethnischen Zugehörigkeit waren 4,8 Prozent der Bevölkerung spanischer oder lateinamerikanischer Abstammung.
24,4 Prozent der Bevölkerung waren unter 18 Jahre alt, 63,2 Prozent waren zwischen 18 und 64 und 12,4 Prozent waren 65 Jahre oder älter. 51,4 Prozent der Bevölkerung war weiblich.
Das jährliche Durchschnittseinkommen eines Haushalts lag bei 69.928 USD. Das Prokopfeinkommen betrug 30.843 USD. 7,7 Prozent der Einwohner lebten unterhalb der Armutsgrenze.

## Städte und Gemeinden
Citys
- Woodbury

Boroughs
| - Clayton - Glassboro - National Park - Newfield | - Paulsboro - Pitman - Swedesboro - Wenonah | - Westville - Woodbury Heights |

Census-designated places (CDP)
| - Beckett - Gibbstown - Mullica Hill - Oak Valley | - Turnersville - Victory Lakes - Williamstown |

Unincorporated Communitys
| - Almonesson - Bridgeport - Clarksboro - Cooper - Cross Keys | - Ferrell - Franklinville - Greenfields Village - Harrisonville - Hurffville | - Malaga - Mickleton - Monroeville1 - Mount Royal - New Brooklyn | - Red Bank - Repaupo - Richwood - Sewell - Thorofare |

1 – teilweise im Salem County

weitere Orte
- Asbury
- Aura
- Avis Mills
- Barnsboro
- Bells Lake
- Berryland
- Billingsport
- Blackwood Terrace
- Blue Bell
- Broad Lane
- Buckingham Village
- Cecil
- Cedar Grove
- Centre City
- Clements Bridge
- Colonial Manor
- Cooper Village
- Creesville
- Dilkes Mills
- Dilkesboro
- Downer
- Downstown
- Elsmere
- Ewan
- Fairview
- Forest Grove
- Fries Mill
- Garden City
- Gardenville
- Gardenville Center
- Good Intent
- Grand Sprute
- Green Tree
- Greenfield Heights
- Green-Fields
- Grenloch Terrace
- Harding
- Hardingville
- Iona
- Janvier
- Jefferson
- Jericho
- Leonards
- Lincoln
- Mantua
- Mantua Grove
- New Sharon
- North Woodbury
- Nortonville
- Ogden
- Paradise
- Parkville
- Piney Hollow
- Plainville
- Porches Mill
- Porchtown
- Prospect
- Prossers Mills
- Robanna
- Rulon Road
- Salina
- South Westville
- Star Cross
- Sunset Beach
- Tomlin
- Verga
- West End
- Westcotville
- Westville Grove
- Whitman Square
- Wolfert
- Woodbury Gardens
- Wrights Mill

## Townships
- Deptford Township
- East Greenwich Township
- Elk Township
- Franklin Township
- Greenwich Township
- Harrison Township
- Logan Township
- Mantua Township
- Monroe Township
- South Harrison Township
- Washington Township
- West Deptford Township
- Woolwich Township